# Jan Sysak
Jan Sysak (ur. 1906, zm. 1991) – profesor zwyczajny, specjalista w dziedzinie inżynierii lądowej, ze szczególnym wskazaniem na drogi kolejowe. 
Twórca i pierwszy dyrektor Instytutu Inżynierii Lądowej Politechniki Poznańskiej w latach 1970–1976. Autor wielu podręczników akademickich.